# Kasaninsel (Sankt Petersburg)
Die Kasaninsel (russisch Казанский остров Kasanski ostrow, wiss. Transliteration Kazanskij ostrov) ist eine bewohnte Flussinsel in der russischen Stadt Sankt Petersburg. Die Insel befindet sich im Stadtbezirk Admiralteiski. Sie wird im Norden durch den Fluss Moika, im Süden durch den Gribojedow-Kanal sowie im Osten durch den Krjukowkanal umflossen.
Die Insel ist mit fünfzehn Brücken über den Gribojedow-Kanal mit der Erlöserinsel verbunden, vier Brücken führen über den Krjukowkanal zur Kolomnainsel, acht Brücken über den Fluss Moika zur 2. Admiralitätsinsel und zwei Brücken schlagen den Weg über die Moika zur 1. Admiralitätsinsel.
Auf der Insel befinden sich einige bedeutende Sehenswürdigkeiten des historischen Stadtzentrums von Sankt Petersburg: die Kasaner Kathedrale, die deutsche evangelisch-lutherische Sankt-Petri-Kirche, der Newski-Prospekt, das Singer-Haus, das Stroganow-Palais, die Staatliche Pädagogische Herzen-Universität St. Petersburg, der Mariinski-Palast, der Isaaksplatz, der Jussupow-Palast, das Sankt Petersburger Konservatorium, das Mariinski-Theater oder die Nikolaus-Marine-Kathedrale.

## Entstehungsgeschichte
Das historische Zentrum von Sankt Petersburg liegt zwischen den Flüssen Newa und Fontanka. In diesem Gebiet lagen vor der Stadtgründung im Jahr 1703 ursprünglich zwei Inseln. Die Insel zwischen Newa und Moika ist auf schwedischen Karten von 1676 und 1682 mit dem Namen Usadisa (auch finnisch: Usadissa-saari) bezeichnet. Die Insel zwischen der Moika und der Fontanka nannten die Schweden Peryka-Saari (dt. Perkay-Insel).
Die künstliche Insel entstand im 18. Jahrhundert, als die ursprüngliche Peryka-Insel durch den Bau des Gribojedow-Kanals und des Krjukowkanals in die drei Inseln Kolomnainsel, Kasaninsel und Erlöserinsel aufgeteilt wurde.
Der Inselname leitet sich von der Kasaner Kathedrale ab.